# Rote Bergamotte

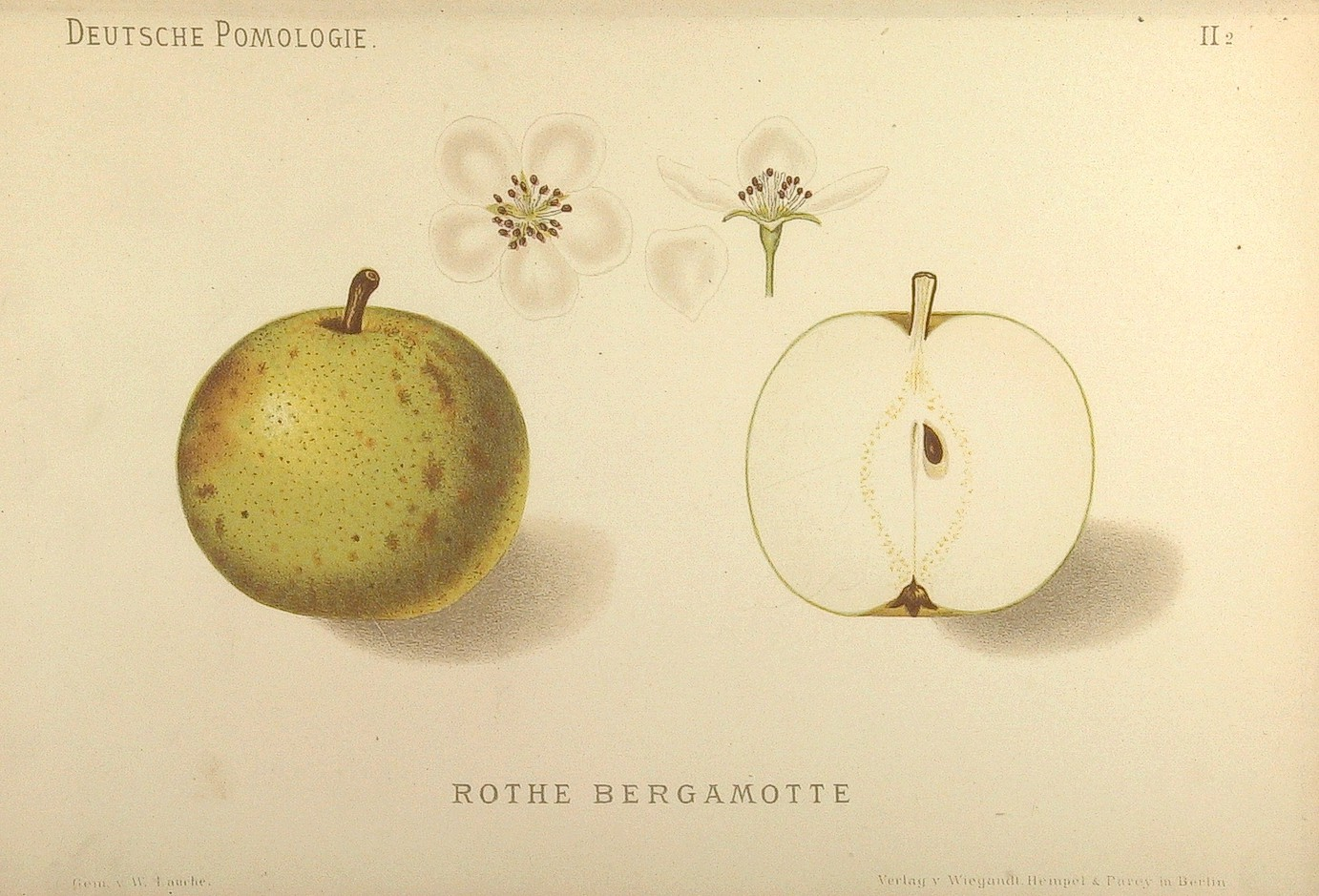
Farbdrucktafel der Roten Bergamotte in Deutsche Pomologie – Birnen, von Wilhelm Lauche, 1882

Die Rote Bergamotte ist eine alte Birnensorte aus der Gruppe der Bergamotten, die auch Herbstbergamotte, Trutzerbirne oder Trutzerle, Zwiebelbergamotte, Zwiebelbirne oder Apfelbirne genannt wird, außerdem existierten früher noch weitere lokale Namen.
Sie entstand vermutlich vor 1768 in Frankreich. Die Früchte sind kugelförmig bis breit-rundlich („bergamottförmig“) und erinnern daher an einen Apfel, eine rote Schalenfärbung ist allerdings selten. Der Stiel ist kurz und dick und die Schale meist stark berostet.
Obwohl die Rote Bergamotte lange Zeit sehr beliebt war, war ihr Bestand bereits vor 1900 stark zurückgegangen. In Franken sind noch etliche Altbäume bekannt, teilweise unter dem alten Namen Trutzerle.
Die Baumkrone ist kugelförmig und von sparrigem Habitus, auf gutem Boden wird sie mittelgroß.

## Quelle
- Wolfgang Subal: Rote Bergamotte
- Obstsortenvielfalt in Oberfranken: Rote Bergamotte
- Edwin Balling & Wolfgang Subal: Äpfel und Birnen in Franken, Würzburg 2018, ISBN 978-3-00-060174-3